# Барбура (Хунедоара)
Барбура (рум. Barbura) насеље је у Румунији у округу Хунедоара у општини Бајица. Oпштина се налази на надморској висини од 314 m.

## Становништво
Према подацима из 2002. године у насељу је живело 183 становника, од којих су сви румунске националности.